# Смешне и друге приче (2004)
„Смешне и друге приче” је југословенска телевизијска серија снимљена 2004. године у продукцији Телевизије Београд.

## О серији
Епизоде ове серије су у форми драмских минијатура. Урађена је адаптације кратких прича познатих домаћих и светских писаца, тако што се један глумац провлачи кроз њих као наратор, али истовремено и као главни актер.
Настало је три циклуса петнаестоминутних кратких драма које су емитоване и појединачно, а такође су направљена три омнибуса (сваки по шест минијатура) који су заправо имали дужину три целовечерња ТВ филма.
Први део трилогије садржи приче:
Митрополитов мачор (Радоје Домановић) Дар мудраца (О'Хенри), Камелеон (Антон Павлович Чехов), 70 хиљада Асираца (Виљем Саројан), Министарско прасе (Бранислав Нушић), Голубови (Исак Башевис Сингер).
Други део трилогије садржи приче:
Један жути цвет (Хулио Кортасар), Наумова слутња (Симо Матавуљ), Сусрет (Славомир Мрожек), Жена од слонове кости (Иво Андрић), Лагарије по ноћи (Момчило Настасијевић), Мост (Франц Кафка).
Трећи део трилогије садржи приче:
Конверзација са малим Милом (Јарослав Хашек), Растанак (Исидора Секулић)Клавир (Роберт Валзер, Љубав (Грејс Пејли), Иван Илија Илић (Драгиша Васић), Доживљај младенаца (Итало Калвино).
Драматизацију прича сва три циклуса урадиле су Смиљана Ђорђевић, Ивана Димић и Јелица Зупанц.
Оно што је заједничко за све приче је камерност и сажетост драмске ситуације на директну суоченост две личности, упућеност једне на другу, било да су жена и мушкарац, одрастао човек и дете или двојица незнанаца у неочекиваној ситуацији - без обзира да ли је тема љубавна, политички обојена или једноставно - смешна.

## Епизоде
| Сезона | Епизода | Назив                       | Датум             |
| ------ | ------- | --------------------------- | ----------------- |
| 1      | 1       | Митрополитов мачор          | 15.новембра 2004. |
| 1      | 2       | Дар мудраца                 | 16.новембра 2004. |
| 1      | 3       | Камелеон                    | 17.новембра 2004. |
| 1      | 4       | Седамдесет хиљада Асираца   | 18.новембра 2004. |
| 1      | 5       | Министарско прасе           | 19.новембра 2004. |
| 1      | 6       | Голубови                    | 20.новембра 2004. |
| 2      | 1       | Један жути цвет             | 1. марта 2005.    |
| 2      | 2       | Наумова слутња              | 2. марта 2005.    |
| 2      | 3       | Сусрет                      | 3. марта 2005.    |
| 2      | 4       | Жена од слонове кости       | 4. марта 2005.    |
| 2      | 5       | Лагарије по ноћи            | 5. марта 2005.    |
| 2      | 6       | Мост                        | 6. марта 2005.    |
| 3      | 1       | Конверзација са малим Милом | 29. октобра 2005. |
| 3      | 2       | Растанак                    | 30. октобра 2005. |
| 3      | 3       | Клавир                      | 31. октобра 2005. |
| 3      | 4       | Љубав                       | 1. новембра 2005. |
| 3      | 5       | Иван Илија Илић             | 2. новембра 2005. |
| 3      | 6       | Доживљај младенаца          | 3. новембра 2005. |

## Улоге
| Глумац                   | Улога                                 |
| ------------------------ | ------------------------------------- |
| Драган Мићановић         | Џим (12 еп. 2004-2005)                |
| Небојша Дугалић          | (6 еп. 2005)                          |
| Бранислав Платиша        | (3 еп. 2004-2005)                     |
| Петар Краљ               | Општински службеник (2 еп. 2004-2005) |
| Владислав Михаиловић     | Христос (2 еп. 2004-2005)             |
| Миливоје Мишко Милојевић | (2 еп. 2004-2005)                     |
| Маријана Петровић        | (2 еп. 2005)                          |
| Новак Симић              | (2 еп. 2005)                          |
| Радивоје Буквић          | Берберин Асирац (1 еп. 2004)          |
| Лука Булајић             | Дечак (1 еп. 2004)                    |
| Азра Ченгић              | (1 еп. 2004)                          |
| Игор Дамјановић          | (1 еп. 2004)                          |
| Милорад Дамјановић       | Муштерија (1 еп. 2004)                |
| Горан Даничић            | (1 еп. 2004)                          |
| Мирјана Ђурђевић         | Комшиница (1 еп. 2004)                |
| Сара Камарит             | Девојчица (1 еп. 2004)                |
| Тома Курузовић           | (1 еп. 2004)                          |
| Радован Миљанић          | (1 еп. 2004)                          |
| Исидора Минић            | (1 еп. 2004)                          |

 Остале улоге  ▼
| Глумац                 | Улога                         |
| ---------------------- | ----------------------------- |
| Бранка Петрић          | Служавка Текла (1 еп. 2004)   |
| Горица Поповић         | Радованова ташта (1 еп. 2004) |
| Ива Штрљић             | Радованова жена (1 еп. 2004)  |
| Јанош Тот              | Комшија (1 еп. 2004)          |
| Власта Велисављевић    | (1 еп. 2004)                  |
| Бранислав Зеремски     | (1 еп. 2004)                  |
| Јасмина Аврамовић      | Фросина (1 еп. 2005)          |
| Војислав Воја Брајовић | (1 еп. 2005)                  |
| Светислав Гонцић       | (1 еп. 2005)                  |
| Димитрије Илић         | (1 еп. 2005)                  |
| Добрила Илић           | (1 еп. 2005)                  |
| Миодраг Мики Крстовић  | (1 еп. 2005)                  |
| Љубица Лукац           | (1 еп. 2005)                  |
| Никола Малбаша         | (1 еп. 2005)                  |
| Анита Манчић           | (1 еп. 2005)                  |
| Мила Манојловић        | (1 еп. 2005)                  |
| Милица Михајловић      | (1 еп. 2005)                  |
| Дејана Миладиновић     | (1 еп. 2005)                  |
| Анкица Миленковић      | (1 еп. 2005)                  |
| Младен Петровић        | (1 еп. 2005)                  |
| Алек Родић             | (1 еп. 2005)                  |
| Сандра Родић Јанковић  | (1 еп. 2005)                  |
| Анђелика Симић         | (1 еп. 2005)                  |
| Горан Шушљик           | (1 еп. 2005)                  |
| Душан Вишњић           | (1 еп. 2005)                  |

Комплетна ТВ екипа  ▼
| Редитељ              | Миливоје Мишко Милојевић | (18 еп. 2004—2005)               |
| Сценариста           | Смиљана Ђорђевић         | (7 еп. 2004—2005)                |
| Сценариста           | Јелица Зупанц            | (7 еп. 2004—2005)                |
| Сценариста           | Антон Чехов              | (1 еп. 2004)                     |
| Сценариста           | Радоје Домановић         | (1 еп. 2004)                     |
| Сценариста           | О. Хенри                 | (1 еп. 2004)                     |
| Сценариста           | Бранислав Нушић          | (1 еп. 2004)                     |
| Сценариста           | Вилијам Саројан          | (1 еп. 2004)                     |
| Сценариста           | Исак Башевис Сингер      | (1 еп. 2004)                     |
| Сценариста           | Иво Андрић               | (новела) (1 еп. 2005)            |
| Сценариста           | Итало Калвино            | (1 еп. 2005)                     |
| Сценариста           | Хулио Кортазар           | (1 еп. 2005)                     |
| Сценариста           | Ивана Димић              | (1 еп. 2005)                     |
| Сценариста           | Јарослав Хашек           | (1 еп. 2005)                     |
| Сценариста           | Франц Кафка              | (1 еп. 2005)                     |
| Сценариста           | Симо Матавуљ             | (новел) (1 еп. 2005)             |
| Сценариста           | Славомир Мрожек          | (1 еп. 2005)                     |
| Сценариста           | Момчило Настасијевић     | (1 еп. 2005)                     |
| Сценариста           | Грејс Палеј              | (1 еп. 2005)                     |
| Сценариста           | Исидора Секулић          | (1 еп. 2005)                     |
| Сценариста           | Драгиша Васић            | (1 еп. 2005)                     |
| Сценариста           | Роберт Валзер            | (1 еп. 2005)                     |
| Композитор           | Божидар Обрадиновић      | (непознат број епизода)          |
| Директор фотографије | Миодраг Воркапић         | (непознат број епизода)          |
| Mонтажер             | Тихомир Дукић            | (непознат број епизода)          |
| Сценограф            | Јасна Драговић           | (непознат број епизода)          |
| Одсек за звук        | Милутин Бабић            | микроман (непознат број епизода) |
| Музички одсек        | Андрија Сагић            | мусициан (непознат број епизода) |